# Hogna nychthemera
Hogna nychthemera är en spindelart som först beskrevs av Philipp Bertkau 1880.  
Hogna nychthemera ingår i släktet Hogna och familjen vargspindlar. Inga underarter finns listade i Catalogue of Life.